# Bataille de Saint-Thierry
Première Guerre mondiale
Batailles
Front d'Europe de l’Ouest
- Liège (8-1914)
- Namur (8-1914)
- Frontières (8-1914)
- Anvers (9-1914)
- Grande Retraite (9-1914)
- Marne (9-1914)
- Course à la mer (9-1914)
- Yser (10-1914)
- Messines (10-1914)
- Ypres (10-1914)
- Givenchy (12-1914)
- 1re Champagne (12-1914)
- Hartmannswillerkopf (1-1915)
- Neuve-Chapelle (3-1915)
- 2e Ypres (4-1915)
- Colline 60 (4-1915)
- Artois (5-1915)
- Festubert (5-1915)
- Quennevières (6-1915)
- Linge (7-1915)
- 2e Artois (9-1915)
- 2e Champagne (9-1915)
- Loos (9-1915)
- Verdun (2-1916)
- Redoute Hohenzollern (3-1916)
- Hulluch (4-1916)
- 1re Somme (7-1916)
- Fromelles (7-1916)
- Arras (4-1917)
- Vimy (4-1917)
- Chemin des Dames (4-1917)
- 3e Champagne (4-1917)
- 2e Messines (6-1917)
- Passchendaele (7-1917)
- Cote 70 (8-1917)
- 2e Verdun (8-1917)
- Malmaison (10-1917)
- Cambrai (11-1917)
- Bombardements de Paris (1-1918)
- Offensive du Printemps (3-1918)
- Lys (4-1918)
- Aisne (5-1918)
- Bois Belleau (6-1918)
- 2e Marne (7-1918)
- 4e Champagne (7-1918)
- Château-Thierry (7-1918)
- Le Hamel (7-1918)
- Amiens (8-1918)
- Cent-Jours (8-1918)
- 2e Somme (9-1918)
- Bataille de la ligne Hindenburg
- Meuse-Argonne (10-1918)
- Cambrai (10-1918)

Front italien
Front d'Europe de l’Est
Front des Balkans
Front du Moyen-Orient
Front africain
Bataille de l'Atlantique
La bataille de Saint-Thierry est une bataille de la Première Guerre mondiale qui s'est déroulée dans la Marne du 30 septembre au 4 octobre 1918.

## Contexte
Le général Pétain avait prescrit à la 5e armée française de préparer une opération visant à dégager Reims et à faire tomber la ligne des monts de Champagne (massif de Moronvilliers), en les débordant par l'ouest, tandis que l'offensive de la 4e armée les déborderait par l'est. Le moment était venu de passer à l'exécution, en raison des progrès réalisés par cette dernière armée.
Une autre considération devait déterminer à agir au plus vite. À la gauche de la 5e armée, la 10e armée française avait fait, pendant les journées des 28 et 29 septembre, un bond de cinq à six kilomètres en avant, entre Aisne et Ailette, c'est-à-dire sur un front d'une quinzaine de kilomètres, au moment où les troupes allemandes allaient se replier. Il était à craindre qu'elles ne se dérobent également sur le front de la 5e armée et il importait de les attaquer sans tarder si on voulait les surprendre dans leurs préparatifs de retraite.
Dans la journée du 29 septembre, le maréchal Foch et le général Pétain tombèrent d'accord pour que l'entrée en action de la 5e armée se produisît dès le lendemain 30.

## Forces en présence

### Forces alliées
- Ve armée
  - 20e corps
  - 3e corps
  - 5e corps
  - 2e corps italien
  - 13e corps
  - 1er corps d'armée colonial (2e et 3e DIC)

### Empire allemand
- VIIe armée
- Ire armée

## Préparation de la bataille
L'opération, préparée avec le plus grand soin par le général Maistre, commandant le GAC et le général Berthelot, commandant de l'armée, devait comprendre deux actes successifs :
1. Une attaque entre Aisne et la Vesle, de Villers-en-Prayères à Jonchery-sur-Vesle, ayant pour but de chasser l'ennemi des plateaux compris entre les deux rivières, de façon à préparer le dégagement de Reims, tout en assurant la couverture à gauche de l'attaque que la droite de la Ve armée devait poursuivre ensuite.
2. Une fois le premier résultat acquis et dans le délai strictement nécessaire au déplacement de l'artillerie, une attaque partant du front nord-est de Reims, en direction de Bazancourt.

Cette attaque devait d'abord déborder par le nord le massif de Nogent-l'Abbesse, également attaqué de front ; elle devait ensuite s'ouvrir en éventail sur sa droite et se développer en direction générale de Saint-Masmes, contournant ainsi par le nord le massif de Nogent-l'Abbesse et de Moronvilliers.
Dans le même temps, la IVe armée devait atteindre par sa gauche la région de Bétheniville, la Neuville. Les défenseurs du massif de Moronvilliers étaient ainsi mis dans l'alternative ou de se replier ou d'être pris.
L'attaque entre la Vesle et l'Aisne, sur le front de Villers-en-Prayères, Jonchery, mesurant une dizaine de kilomètres, devait être exécutée par trois corps d'armée :
- Au centre, le 20e corps, auquel il incombait l'effort principal, devait opérer en direction de Romain, Ventelay, Guyencourt.
- À gauche, le 3e corps, laissant une division sur le front de l'Aisne, devait appuyer la gauche du 20e et border l'Aisne au fur et à mesure de l'avance.
- À droite, le 5e corps devait franchir la Vesle entre Breuil et Jonchery-sur-Vesle, s'emparer de Montigny-sur-Vesle et appuyer le 20e corps d'armée en direction de Bouvancourt.
- Plus à droite, le 13e corps, qui bordait la Vesle de part et d'autre de Muizon et ne participait pas à l'attaque, devait néanmoins appuyer avec son artillerie l'action du 5e corps d'armée et se lier au mouvement de celui-ci, sa gauche visant le massif de Saint-Thierry qui a donné son nom à la bataille.
- Plus à droite encore, le 1er corps d'armée colonial tenait les avancées de Reims.

## Déroulement de la bataille
- 30 septembre. - L'attaque fut déclenchée le 30, à 5 h.30, et en vue de réaliser une surprise plus complète, il n'y eut pas de préparation préalable d'artillerie.

Précédée d'un barrage roulant très dense, l'infanterie se porta en avant sur toute la ligne. Au 5e corps, le franchissement de la Vesle sous le feu fut exécuté de la façon la plus remarquable.
Bien que surprises, les troupes allemandes opposèrent une très énergique résistance, surtout à Romain et à Montigny-sur-Vesle ; ses défenses furent néanmoins conquises, pied à pied, sur une profondeur de 2 000 mètres.
- 1er octobre. - Les attaques furent reprises au point du jour. Ébranlées par les coups qui lui avaient été portés la veille, les troupes allemandes se résignèrent à céder le terrain et se replièrent en combattant dans la direction de l'Aisne et du canal de l'Aisne à la Marne.
- 2 octobre. - La VIIe armée de von Eberhardt abandonnant la « bretelle » de Romain et la position de la Vesle, le mouvement en avant se précipita et, le 2 au soir, il n'y avait plus au sud de l'Aisne et à l'ouest du canal que des arrière-gardes tenant le bois de Gernicourt, Loivre et Courcy.
- 3 octobre. - Après une courte mais intense préparation d’artillerie, le 95e RI s’empare de Loivre, ce qui permet en fin de journée aux unités de la 16e DI de border le canal de la Marne à l’Aisne, entrainant le report en arrière de la Ire armée (von Mudra).
- 4 au 5 octobre : Le repli étant inévitable, von Below fait détruire les approvisionnements en vivres et en munitions accumulés dans le massif des Monts et dans les forts de Reims.
- 6 octobre, au matin, Brimont, Bourgogne, Bétheny, La Pompelle, Beine et Moronvilliers sont évacués par les Allemands.

## Bilan
En quatre jours, la Ve armée avait capturé 2 500 prisonniers et 30 canons. La première partie de l'opération était terminée et l'armée s'apprêtait à exécuter la seconde lorsque l'ennemi commença à se dérober de Reims à l'Argonne.
Les attaques de la IVe et de la Ve armée avaient donné au front de Champagne la forme d'une vaste poche dont le fond s'étendait du fort de la Pompelle à Auberive, et dont le cours de la Suippe prolongé par celui de l'Armes à partir de Bétheniville marquait l'entrée.
Se rendant compte du danger que les pressions latérales des IVe et Ve armées faisaient courir aux défenseurs de Nogent-l'Abbesse et du massif de Moronvilliers, von Below, dont la situation générale s'aggravait de jour en jour, se décida à évacuer la poche et se replia d'abord sur la ligne Suippe-Arnes, puis derrière l'Aisne, sur la position Brunehild-Kriemhild.
Le mouvement de retraite commença le 4 octobre devant la IVe armée et, le 5, il s'étendait sur le front de la Ve jusqu'à l'Aisne, à Berry-au-Bac.

## Décoration
- SAINT-THIERRY 1918 est inscrit sur le drapeau des régiments cités lors de cette bataille.